# Большой Шаганур
Большой Шаганур (мар. Кугу Шаганур) — деревня в Мари-Турекском районе Республики Марий Эл. Входит в состав городского поселения Мари-Турек.

## Топоним
Ойконим Большой Шаганур парный к Малый Шаганур, упразднённой к 1980 году деревней. Между Большим Шагануром и Малым Шагануром протекала речка Мележор, впадавшая в Шумбу.

## География
Находится в восточной части республики, в зоне хвойно-широколиственных лесов, в пределах Мари-Турекского плато, на берегах реки Шумбы, к востоку от автодороги 88К-004, на расстоянии примерно 13 километров (по прямой) к юго-востоку от посёлка городского типа Мари-Турек, административного центра района.

### Климат
Климат характеризуется как умеренно континентальный, с умеренно холодной снежной зимой и относительно тёплым летом. Среднегодовая температура воздуха — 2,2 °С. Средняя температура воздуха самого тёплого месяца (июля) — 18,5 °C (абсолютный максимум — 38 °С); самого холодного (января) — −14 °C (абсолютный минимум — −48 °С). Продолжительность периода с устойчивыми морозами — в среднем 127 дней. Среднегодовое количество атмосферных осадков составляет 496 мм, из которых около 70 % выпадает в тёплый период период.

## История
Известна с XVIII века. В 1923 году в деревне было 443 жителя, в 1925 году 476 человек, все русские. Многие были староверами. В 1944 года в деревне числилось 54 двора с населением 148 человек. В 2000 году в деревне осталось 9 домов, 23 жителя. В советское время работали колхозы имени Будённого, «Родина», имени Чапаева, совхоз имени Чапаева.

## Население
| 2002 | 2010 | 2011 |
| ---- | ---- | ---- |
| 18   | ↘0   | ↗6   |

### Национальный состав
Согласно результатам переписи 2002 года, в национальной структуре населения русские составляли 80 % из 20 человек

### Историческая численность населения
Население составляло 20 человек, 0 в 2010.

## Инфраструктура
Личное подсобное хозяйство с зоной сельскохозяйственного использования, индивидуальная застройка усадебного типа.

## Транспорт
Деревня доступна автотранспортом.